# Гремлини
„Гремлини“ (на английски: Gremlins) е американска комедия на ужасите от 1984 година на режисьора Джо Данте, по сценарий на Крис Кълъмбъс. Във филма участват Зак Галиган, Фийби Кейтс, Хойт Акстън, Поли Холидей и Францис Лий Маккейн.
Филмът е пуснат по кината в САЩ на 8 юни 1984 г. от Уорнър Брос и получава добри отзиви от критиците. Последван е от продължението „Гремлини 2: Новата партида“.

## Актьорски състав
| Актьор              | Роля                                        |
| ------------------- | ------------------------------------------- |
| Зак Галиган         | Били Пелцър                                 |
| Фийби Кейтс         | Кейт Берингър                               |
| Хойт Акстън         | Рандъл „Ранд“ Пелцър                        |
| Поли Холидей        | Руби Дийгъл                                 |
| Франсис Лий Маккейн | Лин Пелцър                                  |
| Съдия Райнхолд      | Джералд Хопкинс                             |
| Дик Милър           | Мъри Фътърман                               |
| Глин Търман         | Рой Хансън                                  |
| Кий Люк             | г-н Уинг                                    |
| Скот Брейди         | Франк Райли                                 |
| Кори Фелдман        | Пийт Фаунтейн                               |
| Джонатан Банкс      | Брент Фрай                                  |
| Едуард Андрюс       | Роланд Корбен                               |
| Джаки Джоузеф       | Шийла Фътърман                              |
| Белинда Баласки     | г-жа Джо Харис                              |
| Хари Кери           | г-н Андерсън                                |
| Ники Кат            | ученичка                                    |
| Трейси Уелс         | ученичка                                    |
| Хауи Мандел         | гремлин Гизмо (глас)                        |
| Франк Уелкър        | гремлин Страйп (глас)                       |
| Стивън Спилбърг     | човек, каращ легнал велосипед               |
| Джим МакКрел        | телевизионен репортер №1                    |
| Том Бержерон        | телевизионен репортер №2                    |
| Джери Голдсмит      | човек в телефонната кабина                  |
| Уилям Шалерт        | отец Бартлет                                |
| Чък Джоунс          | г-н Джоунс, наставникът по рисуване на Били |
| Кенет Тоби          | пушещ служител на бензиностанция            |